# Jonathan Kiptoo Yego
Jonathan Kiptoo Yego (* 1976) ist ein kenianischer Marathonläufer.
Er siegte 2007 beim Brüssel-Marathon in 2:12:16 h und 2008 beim Rom-Marathon in 2:09:57 h.